# 瓦利霍姆 (加利福尼亞州)
瓦利霍姆（英語：Valley Home）是位於美國加利福尼亞州斯坦尼斯洛斯縣的一個人口普查指定地區。

## 地理
瓦利霍姆的座標為37°49′40″N 120°54′55″W / 37.82778°N 120.91528°W，而該地最高點為海拔高度46米（即151英尺）。

## 人口
根據2010年美國人口普查的數據，瓦利霍姆的面積為2.655平方千米，均為陸地。當地共有人口228人，而人口密度為每平方千米85人。